# Улица Лермонтова (Саратов)
Улица Лермонтова — улица в Волжском районе г. Саратова.

## Географическое положение
Состоит из двух частей — основной протяжённостью 1 км и заовражной протяжённостью 362 м, продолжающейся за Глебучевым оврагом.
Улица Лермонтова вместе с улицами Мичурина и Чернышевского относится к немногим в историческом центре улицам, параллельным Волге.
Основная часть располагается между Князевским взвозом и Валовой улицей, пересекая (от Князевского взвоза, по направлению нумерации):
- Октябрьскую;
- Григорьева;
- Нескучный переулок;
- Обуховский переулок;
- Первомайскую;
- Соляную;
- Московскую;
- Челюскинцев.

В заовражной части улица начинается от Предмостовой площади, пересекает Малую Горную улицу и 1-й Малосоляной проезд и заканчивается у обрыва Соколовой горы.

## Транспорт
На улице Лермонтова:
- от Григорьева до Обуховского переулка располагается конечная троллейбусных маршрутов 2 и 2А[1] и дублирующих их маршрутных такси;
- от Московской до Челюскинцев проходит часть кольца троллейбусных маршрутов 1, 4, 5[1];

## История
Одна из старейших улиц, образовавшихся в XVII веке параллельно почтовому тракту на Астрахань, который позднее стал улицей Чернышевского. В XVIII веке была одной из главных улиц города. Ранее 1774 года улица носила название Воздвиженской по Воздвиженской церкви Крестовоздвиженского женского монастыря. Генплан 1811 года закрепил улицу. До 1964 года в разные годы улица носила названия Покровская, Музейная, Пароходная.

## Примечательные здания
| Изображение              | Адрес                                  | Описание |  |
| ------------------------ | -------------------------------------- | --- |  |
| Федерального значения    |                                        | |  |
| Вид с главного входа.jpg | № 34                                   | Дом Устинова (в списке ОКН как «Дом жилой, XVIII в., 1813 г»), — перестроен архитектором И. Ф. Колодиным в 1813 году из нескольких более ранних зданий, ныне Краеведческий музей. Входит в ОКН регионального значения «Ансамбль Музейной площади XVII—XIX вв.» |  |
|                          | № 36                                   | Здание народного училища, кон. XVIII в. (№ 36) — ныне детский сад. Входит в ОКН регионального значения «Ансамбль Музейной площади XVII—XIX вв.» |  |
|                          | № 40                                   | Дом причта Казанской церкви, 2-я пол. XIX в. — ныне жилой дом. Входит в ОКН регионального значения «Ансамбль Музейной площади XVII—XIX вв.» |  |
|                          | № 65                                   | Дом жилой, 1-я пол. XVIII в. — возможно, старейший из ныне существующих жилых домов в Саратове. |  |
| Регионального значения   |                                        | |  |
|                          | № 3, современный адрес Октябрьская, 5. | Особняк Дашковского, середина XIX в. |  |
|                          | № 14                                   | Дом, в котором с 1939 г. по июль 1941 г. находился штаб 53 Саратовской стрелковой дивизии. |  |